# Philippe Labro

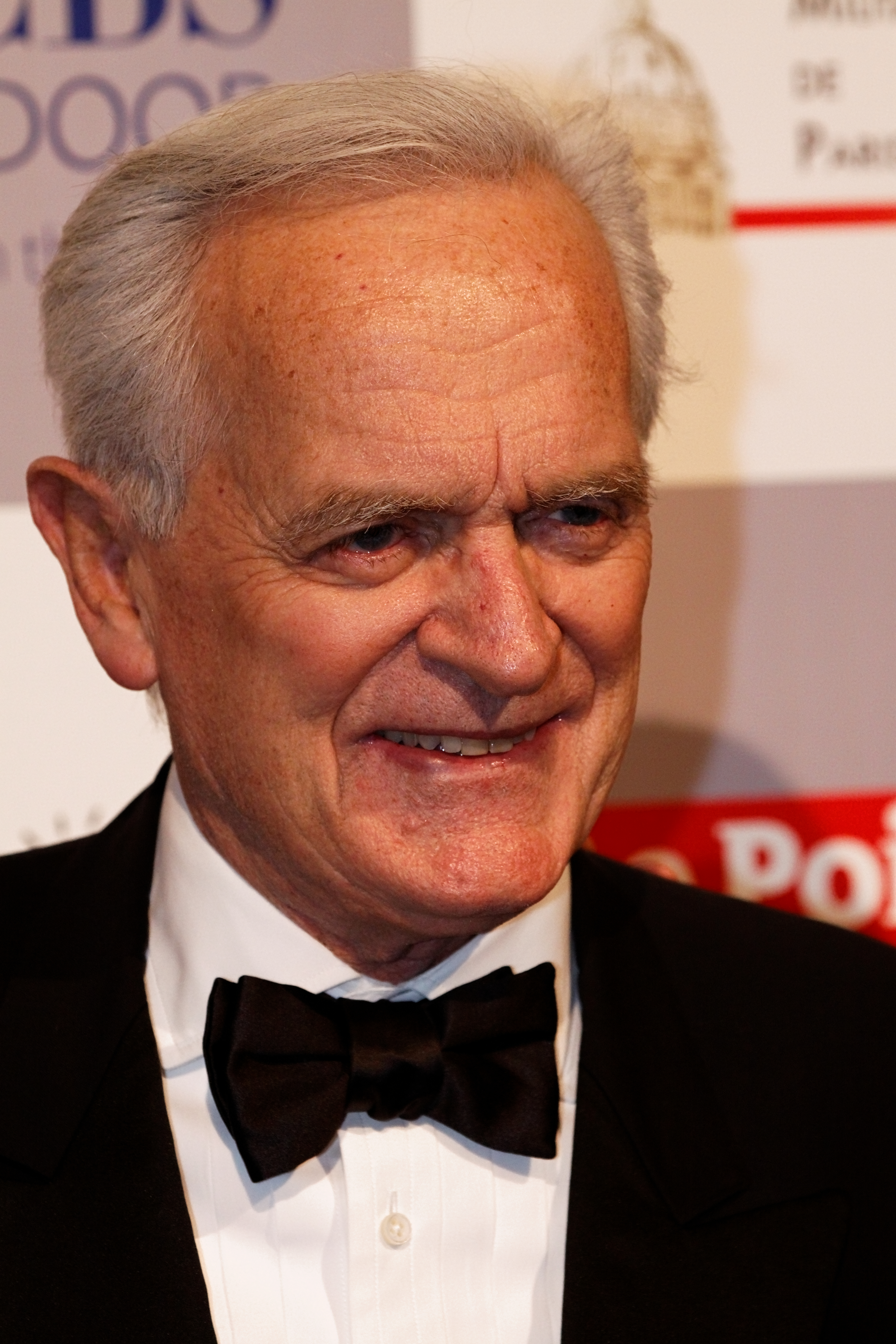
Philippe Labro im Januar 2012

Philippe Labro (* 27. August 1936 in Montauban; † 4. Juni 2025) war ein französischer Schriftsteller, Journalist und Filmemacher.

## Leben
Im Alter von 18 Jahren begann er, an der Washington and Lee University in Lexington, Virginia zu studieren. Aus seinen Erfahrungen im Studium und seinen Reisen in den USA entstanden die Bücher «L’Étudiant étranger» und «Un été dans l’Ouest». 1986 erhielt er für «L’Étudiant étranger» den französischen Literaturpreis Prix Interallié.
Labro arbeitete für RTL, Paris Match, TF1 und Antenne 2. Von 1985 bis 2000 war er Programmdirektor von RTL, 1992 wurde er Vizepräsident von RTL.
Im April 2010 wurde er Kommandeur der französischen Ehrenlegion.

## Bibliographie
- 1960, Un Américain peu tranquille
- 1967, Des feux mal éteints
- 1982, Des bateaux dans la nuit
- 1983, Des cornichons au chocolat
- 1986, L’Étudiant étranger (Prix Interallié)
- 1988, Un été dans l’Ouest
- 1990, Le Petit Garçon
- 1992, Quinze ans
- 1994, Un début à Paris
- 1996, La Traversée
- 1997, Rendez-vous au Colorado
- 1999, Manuella
- 2002, Je connais gens de toutes sortes
- 2003, Tomber sept fois, se relever huit
- 2006, Franz et Clara
- 2009, Les Gens
- 2010, 7 500 signes
- 2013, Le flûtiste invisible

## Filmografie
- 1966: Les Deux D: Marie Dubois, Françoise Dorléac (Dokumentar-Kurzfilm)
- 1969: Tout peut arriver
- 1971: Neun im Fadenkreuz (Sans mobile apparent)
- 1973: Der Erbe (L’Héritier)
- 1974: Bonne Chance (Le Hasard et la violence)
- 1976: Der Greifer (L’Alpagueur)
- 1983: Wespennest (La Crime)
- 1984: Die Enthüllung (Rive droite, rive gauche)